# Persi Diaconis
Persi Warren Diaconis (Nueva York, Estados Unidos, 31 de enero de 1945) es un matemático estadounidense especializado en coincidencias y mago, de ascendencia griega. Es el profesor de estadística y matemáticas de la universidad de Stanford. Es conocido particularmente por afrontar problemas matemáticos que involucran aleatoriedad y aleatorización, como tirar una moneda y juegos de naipes.

## Biografía

### Infancia
Sus padres fueron músicos profesionales y, desde los 5 hasta los 14 años, Persi tuvo clases de violín en la famosa escuela Juilliard en Nueva York. Su hermano y hermana también estudiaron música y se convirtieron, al igual que sus padres, en músicos profesionales.
Persi aprendió por sí mismo trucos de magia desde los 5 años y, a medida que crecía, este se volvió un hobby que dominó su vida diaria.

### Adolescencia
Asistió a la escuela de George Washington en la ciudad de Nueva York, en donde se unió al club de magia, pero su encanto por las matemáticas también se remonta a este tiempo:

Conocí a Martin Gardner a los 13 años. Era un personaje fascinante, y comencé a leer lo que escribía.
Diaconis.

Su interés en las matemáticas no era independiente de su interés en la magia, ya que él las usaba en la mayoría de sus trucos. De hecho, el conoció a Martin Gardner porque compartían interés en la magia y Gardner después usó algunas de las ideas que Diaconis le mostró en su columna "Mathematical games" en Scientific American.
Diaconis debía graduarse de la escuela a los 15 años, pero un año antes de que eso suceda, Dai Vernon, el famoso canadiense ilusionista que vivía en Nueva York invitó a Persi a que lo acompañe en uno de sus tours americanos actuando en sus actos de magia. Diaconis dejó la escuela sin contarle a sus padres y se fue con Dai Vernon.

Era un experto en las cartas. Trabajó en barcos entre Nueva York y Sudamérica. Obviamente, nadie esperaba que fuera habilidoso con las cartas, porque era solo un adolescente.
Gardner

Además, dejó la escuela sin graduarse, Diaconis se había desempeñado excepcionalmente bien en la escuela y los profesores decidieron darle notas en exámenes que no había dado.

Yo había sido empujado a través del sistema escolar de la ciudad de Nueva York muy rápidamente y antes de que la dejara, tomé muchos exámenes para becas. Volví a Nueva York, y seguía recibiendo correos como si me hubiera graduado. Cartas de la armada diciendo "Querido graduado, quizás estarías interesado..." Y yo había ganado algunas becas - una beca al mérito y algunas otras. Y pensé "Esto es divertido. Ni siquiera me he graduado de la escuela y están todas estas oportunidades que no puedo tomar." Pero seguía recibiendo estas cartas, entonces fui a la escuela y dije, "De alguna forma me gradué?"... y la asistente principal dijo, "Oh, Diaconis. Sí, los profesores se juntaron todos y decidieron que no sería para nada bueno causarte problemas, y ellos decidieron darte las notas y graduarte".
Diaconis

### Estudios universitarios
Diaconis dejó a Dai Vernon después de un par de años y trabajó por su cuenta haciendo dinero jugando en clubs en Chicago. Y esta vez, lo hizo bajo el nombre de Persi Warren.
Uno de sus amigos, Charles Radin, era un físico matemático en la universidad de Texas, y un día fueron juntos a una librería. Radin dijo que el libro Introducción a la teoría de la probabilidad y sus aplicaciones era el mejor libro que había para aprender probabilidad.

Pensé que podría hacer lo que sea... Entonces compre el libro Feller y pensé, "Bueno, solo leeré este libro." Y no pude siquiera leerlo. No sabía cálculo, o al menos no lo suficiente.
Diaconis

Para aprender matemáticas, Diaconis empezó a estudiar en City College de Nueva York. Él empezó tomando clases nocturnas en 1968 y pagó su carrera con el dinero que obtenía de sus shows mágicos. Pronto, se decidió a tomar un grado y fue premiado con el "B.S. Mathematics by the City College of New York" en enero de 1971. Quiso entrar a Harvard, pero dudó de que el departamento de Matemáticas dejara entrar a un estudiante con un "City College degree". Martin Gardner, sin embargo, era apto para ayudarlo esta vez.

Persi estaba muy ansioso de entrar a Harvard. La cabeza del departamento de estadística era Frederick Mosteller, quien estaba muy interesado en la magia. Era muy activo en la magia, y la imagen su foto había estado en las portadas de revistas de magia. Conocí a Mosteller ligeramente, entonces le escribí una carta que decía, "Este joven estudiante es uno de los mejores magos en el país. Recibí un carta de regreso de Mosteller, que decía, "Si su deseo es graduarse en estadística, lo puedo hacer ingresar a Harvard." Entonces le pregunté a Persi si deseaba entrar a estadística, y él dijo, "Por supuesto!" Y lo obtuvo, obtuvo su doctorado en estadística...
Gardner

Cuando Diaconis fue entrevistado por Mosteller antes de empezar la carrera, Mosteller sugirió que podría gustarle pensar sobre la distribución de divisores primos de una integral elegida al azar. Diaconis pensó sobre el problema y lo discutió con Hironari Onishi, quien le había enseñado matemáticas en Nueva York. Continuó trabajando en esto, discutiendo ideas con Mosteller durante su primer año como graduado en Harvard y sus resultados fueron publicados en el Journal of Number Theory como el documento de tres autores "Second-order terms for the variances and covariances of the number of prime factors-including the square free case (1997)". Este no fue el primer documento de Diaconis en ser publicado, porque "Buffon's problem with a long needle" había sido publicado en "Journal of Applied Probability" el año anterior. Diaconis estudió para obtener una maestría y después un doctorado. Fue premiado en 1974 por su tesis Weak and Strong Averages in Probability and the Theory of Numbers.

### Vida profesional
Después del premio de su doctorado, Diaconis se volvió profesor asistente de estadística en la Universidad de Stanford. Fue promovido a profesor asociado de estadística en Stanford en 1979 y dos años después, se volvió profesor completo. Mientras estuvo en Stanford, guardó sus contactos de Harvard, convirtiéndose en un profesor de visitas en el departamento de estadística de Harvard entre 1981 y 1982 y en el departamento de matemáticas entre 1985 y 1986. En 1987 dejó Stanford cuando fue contratado como profesor de matemáticas de Harvard. Después de pasar entre 1996 y 1998 como profesor en la Universidad de Cornell, Diaconis regresó a Stanford donde fue contratado como el Profesor Mary V. Sunseri en el departamento de estadística y en el departamento de matemáticas. Adicionalmente, Diaconis ha participado como consultor en Scientific American entre 1972 y 1980, en Jet Propulsion laboratory en 1974, en Bell Telephone Laboratories, Murray Hill, Nueva Jersey desde 1974, en Stanford Linear Accelerator desde 1977, y en Teledyne, Cryptography Division, entre 1993 y 1999.

### Vida privada
Diaconis está casado con Susan Holmes, una profesora de estadística de Stanford, y tienen dos hijos, Camille y Emma.

## Teorías científicas

### Las coincidencias son casos excepcionales[8]
En su libro "Methods for Studying Coincidences" (Métodos para estudiar coincidencias), publicado en el 1989, junto Frederick Mosteller, querían definir las coincidencia como "casos excepcionales", pero prefirieron describirlas como 'una inesperada concurrencia de circunstancias que se percibe como significativa'. De manera que desde un enfoque matemático y estadístico las coincidencias no son nada excepcional. En el planeta hay 7.000 millones de personas, lo que significa que las probabilidades de que a alguna de ellas le ocurra algo 'extraordinario' son muy altas, ya que según las leyes matemáticas "cuando el número de muestras es muy elevado las posibilidades de que se dé una situación son muy altas".

### Barajando cartas

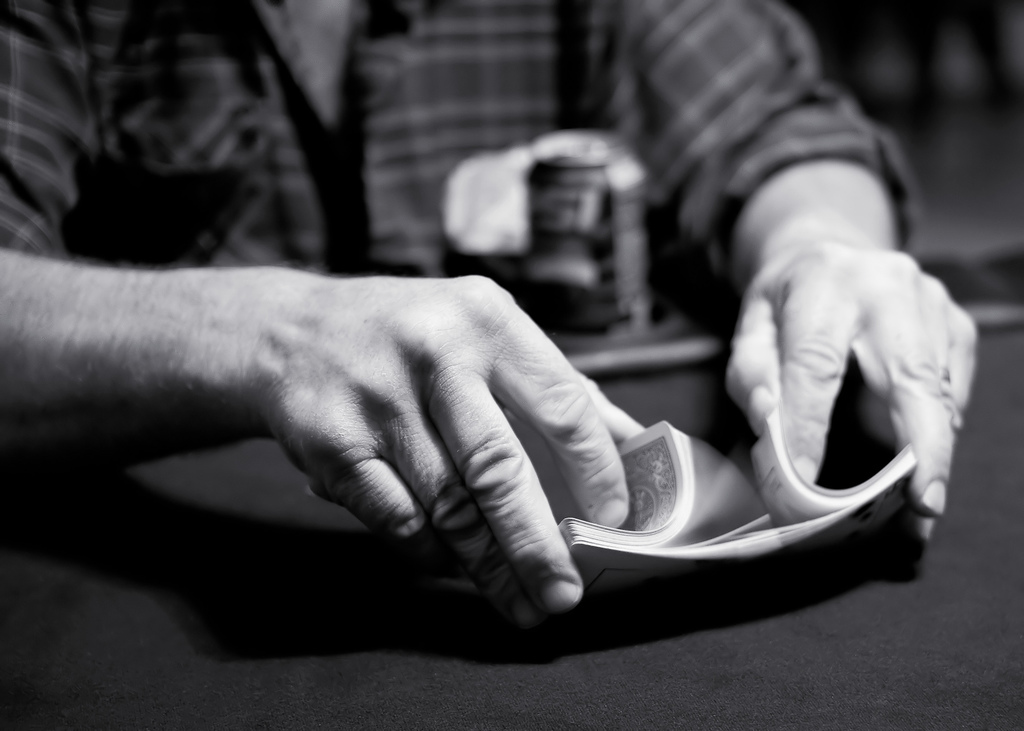
Barajada rápida del mazo

Diaconis publicó en 1992 un libro titulado "Trailing the Dovetail Shuffle to its Lair", que estableció rigurosos resultados sobre cuantas veces un mazo de cartas deba ser barajado antes de que pueda ser considerado aleatorio de acuerdo a la medida matemática de la variación total de la distancia. Diaconis es citado normalmente para la proposición simplificada de que toma barajar 7 veces un mazo para que quede aleatorio. Más precisamente, Diaconis mostró que, en el modelo Gilbert-Shannon-Reeds sobre que tan posible es que de una barajada rápida resulte una permutación, toma 5 barajadas antes que la variación total de la distancia de un mazo de 52 cartas comience a botar significativamente desde el valor máximo de 1.0, y 7 barajadas antes que el valor que bote sea menor a 0.5 muy rápidamente (un fenómeno de umbral), después de lo que es dividido por dos después de cada barajada. Interesantemente, cuando la entropía es vista desde la distancia probabilística, las barajadas parecen tomar menos tiempo para mezclar, y el fenómeno de umbral se va (porque la función de la entropía es sub-aditvia).
Diaconis ha sido coautor además de varios artículos recientes, relacionando el problema de barajar cartas a otros problemas en matemáticas. Entre otras cosas, ellos demostraron que la distancia de separación de un mazo de blackjack que tiene aces al principio, seguidos por cartas con el número 2, 3, etc, botan bajo 0.5 después de 7 barajadas. La distancia de separación es un límite superior para la variación de la distancia.

### Arrojar la moneda
Persi utilizó cámaras de alta velocidad que tomaban diez mil fotografías por segundo para analizar el juego de arrojar manualmente monedas al aire (lo que reveló que las monedas tienen una pequeña tendencia a caer en la misma posición en la que fueron lanzadas), y convenció a un grupo de técnicos de Harvard para que creasen una máquina capaz de producir un lanzamiento de monedas al aire perfectamente al azar.

## Algunos premios
"Rollo Davidson Prize" de la Universidad de Cambridge en 1981.
"Gibbs Lecturer" de la Sociedad Americana de Matemáticas en 1997.
Grado honorario de la Universidad de Chicago en 2003.
Grado honorario de la Universidad Paul Sabatier en 2003.
Grado honorario de la Universidad Uppsala en 2005.
"Van Wijngaarden Award" en 2006.
Grado honorario de Queen Mary College en 2006.
Grado honorario de la Universidad de Economía y Negocio de Atenas en 2009.
"Levi L. Conant Prize" de la Sociedad Americana de Matemáticas en 2012.
Miembro de la Sociedad Americana de Matemáticas en 2012.
Grado honorario de la Universidad de Saint Andrews en 2013.